# 普薩赫納
普薩赫納（希臘語：Ψαχνά）是是希腊中希臘大區埃维亚专区季尔菲斯-迈萨皮亚市镇的城镇及行政中心。2021年人口数量为5,721人。
普薩赫納位於哈尔基斯以北16公里處。該鎮建立於埃维亚岛上中西部的一片小平原上。該鎮以雅典大學和本地足球隊而聞名。

## 人口数据
| 年份 | 同名城镇 | 同名社区 |
| ---- | -------- | -------- |
| 1991 | 5,649    |          |
| 2001 | 5,766    | 6,005    |
| 2011 | 5,827    | 6,250    |
| 2021 | 5,500    | 5,721    |